# パエオニア (小惑星)
パエオニア (1061 Paeonia) は、小惑星帯の小惑星である。カール・ラインムートがハイデルベルクのケーニッヒシュトゥール天文台で発見した。
植物のボタン属 (Paeonia) に因んで名付けられた。